# Княжичі (Фастівський район)
Кня́жичі — село в Україні, у Фастівському районі Київської області. Населення становить 1347 осіб.

## Історія
Історія розвитку села тісно переплітається з історією розвитку міста Києва. Перші відомості про Княжичі з'явилися у рукописах монахів і датуються 991 роком. У ті давні часи на широкій і багаторукавній річці Ірпінь, тоді Пірні чи Рпні, оточеній сосновими та дубовими лісами, де водилося багато звірів, був великий півострів там, де річка круто повертає на північ. Давньоруські князі приїздили сюди із сусіднього Білгорода на полювання та на боброві лови, а князеві дружинники збирали данину пшеницею, медом, воском з навколишнього люду. Навантажені здобиччю баржі не раз піддавались нападам волоцюг із засідок на пустих, незаселених берегах, зарослих верболозом, вільхою та очеретом. Найнебезпечнішим місцем якраз і був півострів. З півночі, у кінці півострова, де вийшовши з повороту, Ірпінь широко розливався, примостився невеликий острівець, який, за переказами, і впав в око самому князеві. Острів, що і зараз зветься «Палагеїнків шпиль», був набагато вищим, а глибина річки навколо нього досягала 10 метрів. І от на цьому місці за 8 кілометрів від древнього Білгорода князь наказав збудувати фортецю і виникло укріплене поселення, яке було заселене людьми князівської служби, й почало зватися вони Княжичі[джерело?].
Першими мешканцями Княжич були воїни. Воїнами були і наступні покоління жителів Княжич. Вся історія Княжич — це історія боротьби наших пращурів за свою землю: проти печенігів, татарської орди, польського панства, московського царства, більшовицької окупації[джерело?].
Про долю села під час татаро-монгольської навали достеменно невідомо. Але, ймовірно, його спіткала така ж доля, як і столичний град Київ, який у 1240 році був спалений татаро-монголами. Уявити картину розорення нашої місцевості ми можемо з історичного роману «Горить свіча», написаного Володимиром Маликом, уродженцем сусіднього села Новосілки Макарівського району Київської області[джерело?].
Але люди, які населяли цю благодатну землю, були ще й хліборобами. Їх зусиллями і було відроджене село Княжичі. І вже у 1489 році про Княжичі згадується в історичних документах, коли польський король Казимир IV Ягеллончик передав Княжичі у володіння Пустинно-Нікольського монастиря Київського воєводства[джерело?].
У першій половині XVI ст. Княжичі були власністю панів Суринів. Так, у 1552 році «Княжиче на Рпені» згадується серед поселень, що платили медовий податок на користь Овруцького замку і були власністю Станіслава і Немирі Суриновичів. Згодом, як придане Соломониди Суринівни, у середині XVI ст. половина Княжич перейшла панам Дідковичам-Трипільським: у 1569 та 1571 роках в реєстрах поборових вони згадуються власниками селища «Княжичі над Ірпенем»[джерело?].
У 1577—1628 роках Княжичі згадуються в актах Київського гродзького і земського судів та Люблінського коронного трибуналу як власність панської родини Солтанів. У 1604 році останні свої землі у Княжичах продав навічно Ждан Трипільський Івану Солтану. Перша згадка про статус приватного міста фіксується у 1624 році, а у січні 1636 року пан Солтан продав Аксаку «містечко і старе село Княжичі над Ірпенем». У 1637 році остаточно брати Іван та Федір Солтан продали Княжичі із землею київському земському судді Стефану Аксаку[джерело?]. Містечко Княжичі і старе село Княжичі згадується власністю Аксаків у 1646 році.
Княжичі зафіксовані на Генеральній карті Ґійом-Левассера де Боплана 1650 року — Kniazjc[джерело?]e.
Згадуються Княжичі і в матеріалах, пов'язаних з Національно-визвольною війною українського народу під проводом Богдана Хмельницького 1648—1657 років. Відомо, що майже все чоловіче населення села воювало у козацьких повстанських загонах[джерело?].
У 1660 році фіксується належність Княжич до маєтків Гуляницького (Мотовилівського) ключа панської родини Аксаків[джерело?].
Андрусівський сепаратний мир 1667 року встановив кордон між Річчю Посполитою та Московським царством, поділив Українську козацьку державу на Правобережну і Лівобережну частину, проте певний час вона ще продовжувала існувати як єдиний державний механізм. А вже за Вічним миром 1686 року між Річчю Посполитою і Московською державою встановився кордон по Ірпеню і село Княжичі розділилося на дві частини: Княжичі на лівому березі — у Польщі, а Жорнівка — на правому березі — у Московії. Більше ста років Княжичі і Жорнівка були приграничними селами у різних державах[джерело?].
У 1715 році уточнено кордони по річці Ірпінь і від села Жорнівки російські стражі виставили постійну охорону. А в Княжичах відновлюються власницькі права на землю багатої шляхти з Берестейського воєводства Польщі — князів Шуйських і впродовж XVIII ст. село входило до маєтків Ясногородського ключа князів Шуйських[джерело?].

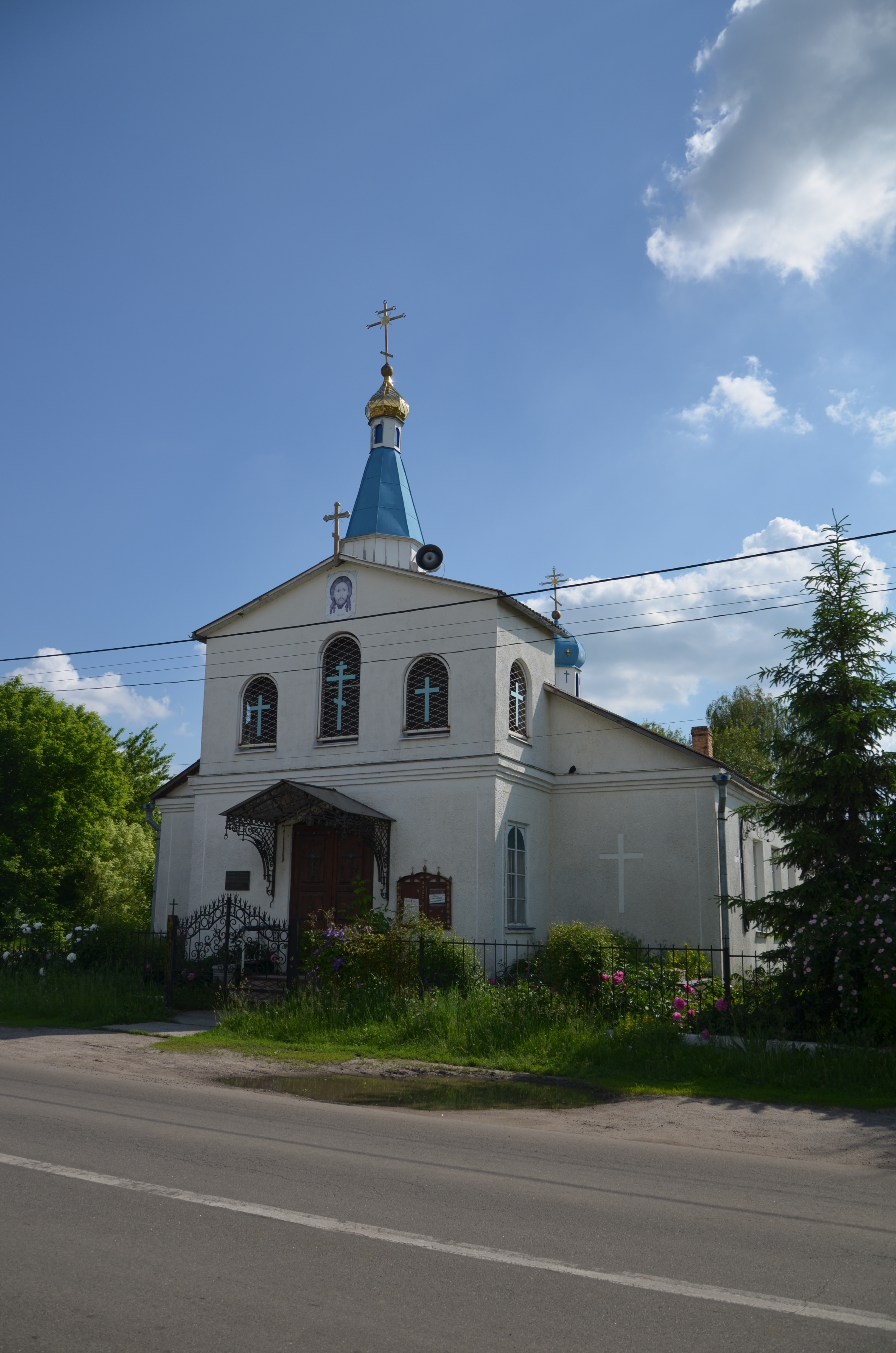
с. Княжичі, Хрестовоздвиженська церква (Київський патріархат)

У липні 1768 року в селі побували козаки Івана Бондаренка.
Після другого поділу Речі Посполитої у 1793 році село Княжичі разом з усім лівим берегом Ірпеня увійшли до складу Російської імперії. Незадовго до цього указом російської імператриці Катерини II на території Лівобережної України було відновлено кріпацтво, фактично ліквідоване в результаті повстання Хмельницького. Тоді ж як придане однієї з двох дочок останнього з князів Шуйських — Войцеха-Францішки село Княжичі перейшло у родину російського полковника українського походження з Гетьманщини Абрама Івановича Марченка. У 1810 році тут фіксується діяльність винокурного заводу поміщиків Марченків. Син полковника Іван Марченко, чиновник міністерства закордонних справ Російської імперії, ніколи у Княжичах не був, разом із сім'єю проживав у Санкт-Петербурзі або у Європі, а частину княжицької землі розпродав дрібним поміщикам. На кінець XVIII ст. у Княжичах нараховувалось 48 дворів селян-кріпаків, які обробляли поміщицьку землю. Останнім осавулом у Княжичах був дід Гриб, який прожив 105 років і помер у 1910 році[джерело?].
У середині XIX ст. століття село входило до Мотижинськоъ волості Київського повіту Київської губернії. У 1861 році було відмінено кріпосне право, селяни звільнилися від панської залежності і отримали можливість викупити землю для самостійного ведення селянського господарства. Княжицька громада жила общинно. Всі питання громади вирішувались спільно. Було виділено громадський випас для худоби. Наділи селян становили 3 десятини в середньому — для тяглових і 2 десятини — для піших[джерело?].
Великі зміни в село принесла Столипінська реформа, якою скасувалися обов'язкові форми земельної общини і кожному селянинові надавалося право вийти з неї й виділити свою землю у повну власність. У результаті княжицькими селянами через Селянський поземельний банк було закуплено 300 десятин землі. Утворилися хутори, куди переселилися заможніші селяни. Разом з тим, зростало і майнове розшарування. Селяни отримали можливість ділити свої наділи. А оскільки сім'ї були великі: по 10—18 осіб, то наділи почали зменшуватися, перетворюватися на вузенькі бідняцькі смужечки і чимало зубожілих селян кидали село і йшли на заробітки. Це, в основному, були молоді хлопці й дівчата, які наймалися на службу, вони заробляли гроші, стали краще вдягатися. А ті, хто залишився, почали більше саджати картоплі, інших овочів, возити вирощене на базар, особливим попитом користувалися молочні продукти. Так що у Княжичах тих часів постоли, білі штани та свити можна було побачити лише на старих господарях і господинях[джерело?].
У 1900 році власницьке село Мотижинська волость Київського повіту Київської губернії. Відстань від повітового міста 31  верста, від волості 11. Дворів 116, мешканців 673. Числиться 959 десятин землі, з якої належить: поміщикам — 502 десятини, церкві — 33, селянам — 502. Село належить поміщиці Залевській Яніні Милославівні. У селі 1 православна церква, 1 школа грамоти, 2 вітряни млини, 1 запасний хлібний магазин, 1 пожежна частина.
Про участь наших односельчан у Кримській війні Російської імперії та революції 1905 року достеменно не відомо. Під час Першої Світової війни із Княжич мобілізували на фронт чоловіків до 45 років. 16 княжичців поклали голови «за вєру, царя і отєчєство», а один залишився калікою — позбувся ноги[джерело?].
Метричні книги, клірові відомості, сповідні розписи церкви Воздвиження Чесного Хреста Господнього с. Княжичі XVIII ст. — Київської сот. Київського п., з 1797 р. Київського пов. і губ.; XIX ст. — Мотижинської волості Київського пов. Київської губ. зберігаються в ЦДІАК України.
Події 1917 року у Княжичах ознаменувало оголошення священика у Хрестовоздвиженській церкві, що у Росії «скинули царя». Потім були вибори у законодавчі збори. Кожна партія розповсюджувала свої листівки-агітки у селі. Перемогла, за спогадами учасника тодішніх подій А. Дудки, партія під гаслом «Хто хоче землі і волі, голосуйте за № 1». Проте селяни навіть не знали, за яку партію проголосували. Протягом буремних революційних літ у Княжичах перебували всі воюючі сторони: донські козаки, загін кірасирів, гетьманська поліція, німецькі союзники, січові стрільці, війська Армії УНР, галичани, денікінці, поляки, більшовики… Всіх і не злічити, але всі вимагали контрибуцію від селян[джерело?].
Все ж більшість селян підтримували Українську Народну Республіку. Зі встановленням у Києві Центральної Ради у селі було створено загін «вільних козаків» з метою самооборони села. Правда проіснував він недовго і був роззброєний німцями. Восени 1918 року у Княжичах вперше дізналися, що таке гарматний обстріл: німці обстріляли село з двох гармат, розташованих поблизу села Музичі. На заклик Директорії і Симона Петлюри відгукнулося все село. До війська пішли всі, навіть інваліди, правда воювали недовго. Улітку 1919 року по Ірпеню проходив фронт: у Княжичах — більшовики, у Жорнівці — денікінці. Під час гарматних обстрілів розбито церкву, багато будівель, загинув священик. У кінці вересня у село вступили більшовики — 520-й полк Одеської групи 12-ї армії. Оголосили мобілізацію. Зібралось більше 40 чоловіків. Під командою Пилипа Драника, який був у царській армії поручником, пішли всі до Новосілок, там був штаб 520 полку. Але на ранок всі мобілізовані були вже в лісі у загоні отамана Гайового[джерело?].
У середині 1920 року в селі Княжичі прийшла радянська влада — встановився тоталітарний комуністичний режим. Проте боротьба за Українську державу не припинялася у наших селах ще майже 10 років — до 26 грудня 1929 року, коли був арештований Пилип Васильович Драник-Косар — останній отаман Київщини. Історія його життєвого подвигу вражаюча. Пилип народився у с. Княжичі у селянській родині, до Першої світової навчався в школі живопису та скульптури Галімського, у роки війни став кадровим військовим. У добу УНР захищав Батьківщину в лавах Окремого Чорноморського коша, 6-ї Січової стрілецької дивізії, у загоні отамана Ілька Струка. 1920 року сотник Пилип Драник був начальником контррозвідувального відділу Армії УНР у м. Василькові. На початку 1920-х створив підпільну організацію на території Київського повіту та Білоцерківщини. Очолював 10-й повстанський район ППШ. Як голова повстанкому на весну 1930 року готував повстання проти більшовицької влади. Під час арешту вчинив збройний опір. Спробував утекти під час посадки в потяг на ст. Боярці. Не здавався до кінця. Рішенням судової трійки при колегії ГПУ УССР від 25 березня 1930 р. засуджений до розстрілу. Вирок виконано 7 квітня 1930 р. Разом з Косарем було арештовано 78 осіб, 7 із них засуджено до розстрілу, 15 — до ув'язнення у концтаборах, 12 — на заслання до Сибіру та на Північ, інші — до різних термінів ув'язнення а потім розкуркулення. У справі Косара проходили мешканці Києва, Боярки, Ірпеня, багатьох сіл нинішнього Києво-Святошинського району, інших областей України[джерело?].
Не можна не згадати про наймолодшого героя Національно-визвольної боротьби Григорія Андрійовича Олійника, уродженця села Княжичі. 17-річним разом із 15 односельчанами вступив до загону отамана Гайового, який діяв на території тодішнього Київського повіту. Деякі із княжичців загинули, інші повірили в амністію і повернулися у село, а Григорій продовжував боротьбу і був арештований разом із отаманом Гайовим 13 жовтня 1922 р. КГО ГПУ УССР. За вироком надзвичайної сесії військового відділу КГРТ від 30 січня 1923 р. Григорій Олійник засуджений до розстрілу. 9 лютого 1923 р. під час повстання в Лук'янівській в'язниці Григорій сміливо зустрів смерть разом із героями Холодного Яру, отаманами Київщини, січовими стрільцями. До останнього часу Іван Грисюк (отаман Гайовий) та його «найвідданіший козак» Григорій Олійник не були реабілітовані. 27 жовтня 2016 р. Княжицький сільський голова та депутати сільради звернулися до Генерального прокурора України з клопотанням про реабілітацію нашого односельчанина. 17 грудня 2016 р. Апеляційний суд Київської області ухвалив рішення про реабілітацію наших земляків Грисюка-Гайового І. А., Олійника Г. А., Куценка М. С., Мельниченка І. І. та інших. Отаман Косар був реабілітований за висновком військової прокуратури КВО від 27 березня 1989 р[джерело?].
Про розвиток нашого села протягом цього десятиліття свідчать такі факти: під час НЕПу заможними селянами, яких потім радянська влада почала називати куркулями, запущено два водяні млини, побудовано млин із нафтовим двигуном, придбано молотарку, функціонували чотири приватних молочних підприємства, чотири просорушки, круподерня, олійниця, дві молотарки, шість кінних січкарень. Щотижня різалося і відправлялося на Київ 30 голів овечок, 5 корів, 10 кабанів. Згідно з переписом 1927 року в селі на 180 домогосподарств було 226 коней та 400 корів. На виборні посади у сільській раді також обирали здебільшого середняків. Комнезам занепав[джерело?].
На кінець 1929 року були арештовані останні учасники Національно-визвольної боротьби, розкуркулені 16 сімей заможних селян-куркулів. А початок 1930 року ознаменувався створенням ініціативної групи з організації колгоспу і 2 лютого селяни створили артіль «Червона нива». Першим головою став Антон Григорович Дудка. У березні цього ж року більшість жителів вступила в колгосп. Завдяки тяжкій праці простих трударів колгоспне господарство зростало. У 1935 році колгосп посів І місце по Васильківському району та ІІ — по Київській області, у 1939 році колгосп було затверджено учасником Всесоюзної сільськогосподарської виставки у Москві[джерело?].
У 1937 році колгосп почав розвивати садівництво, городництво, вирощувати ранні овочі, а також кавуни, дині, від реалізації яких отримував чималі прибутки[джерело?].
Друга світова війна не оминула Княжичі і Жорнівку. Уже через декілька днів після нападу німців усі жителі наших сіл, які могли тримати лопату в руках, були задіяні на будівництві укріплень для створення лінії оборони навколо Києва. Копали протитанкові канави, траншеї, окопи, бліндажі, створювали дротяні першкоди, заводнювали заплави вздовж річки Ірпінь. 10 липня на 18-й день війни надійшов наказ з військкомату про мобілізацію усіх чоловіків до 50-ти років. Усі повинні були з'явитися на призовний пункт до райцентру Васильків рано-вранці 11 липня. Але вже після обіду 10 липня над Княжичами пролетів німецький літак-розвідник, і раптово почали горіти хати, сараї. Ще не встигли селяни кинутися гасити пожежі, як на вулиці знялася курява і поїхали селом німецькі танки, потім мотоциклісти. Це були передові танкові і моторизовані частини 1-ї танкової групи генерала Клейста, збивши бойову охорону радянських військ, захопили ряд сіл на захід від Києва, зокрема сусідні Музичі, Лука і вийшли до лівого берега р. Ірпінь. Так і не судилося княжицьким чоловікам у 41-му піти на війну, їх усіх, хто залишився живий, забрали на фронт уже в 43-му. Дехто подався до партизанів. Настав важкий окупаційний період: у селян відбирали продукти, молодь примусово відправляли на роботу до Німеччини, почалися розправи над мирним населенням. Уже перед відступом зайшли гестапівці з метою села спалити, чоловіків і скот забрати, а жінок і дітей знищити. Вони наказали зібрати рано-вранці усіх жителів Княжич на фермі біля криниці, а Жорнівки — у приміщенні школи. На щастя, з плесецької дороги вже долинав гуркіт радянських танків і німці почали тікати, роздягнені, у спідній білизні. Село Княжичі і Жорнівку було окуповно совітами 6 листопада 1943 року[джерело?].
Після закінчення війни місцева влада організувала захоронення загиблих радянських содатів у двох братських могилах — у Жорнівці та Княжичах, де пізніше були встановлені пам'ятники. Згодом увічнено пам'ять і загиблих жителів сіл Княжичі і Жорнівка: на сільських кладовищах встановлено меморіальні дошки, на яких викарбувано їх прізвища, імена, по батькові. До цього часу Всеукраїнський благодійний фонд пошуку «Пам'ять» здійснює пошук останків загиблих воїнів, неодноразово відбувалися урочисті церемонії перезахоронення героїв на території пам'ятників Невідомому солдату. Так, 25 червня 2016 року в с. Жорнівка відбулося урочисте перепоховання останків чотирьох невідомих бійців, які загинули під Жорнівкою, захищаючи підступи до Києва[джерело?].
Сумна статистика сіл Княжичі і Жорнівка: 203 воїни загинули смертю хоробрих, на роботах у Німеччині загинули 12 осіб, ще 16 були закатовані та спалені німцями у селах[джерело?].
За виявлений під час Другої світової війни героїзм багато наших односельчан були нагороджені орденами і медалями СРСР. Через 37 років після подвигу на Одері, у березні 1982 року, нагорода знайшла свого героя — орден Леніна був вручений Кононенку Семену Опанасовичу[джерело?].
Відбудова зруйнованого війною господарства відбувалася у дуже складних умовах, до того ще добавився голод 1946—1947 років[джерело?].
У 1951 році колгосп «Червона нива» с. Княжичі і колгосп ім. Петровського об'єднали в колгосп імені Карла Маркса. Справи пішли на лад, коли господарство очолив Кузьма Трохимович Рєзнік. У 1952 році у колгоспі з'явився перший самохідний комбайн[джерело?].
30-літня колгоспна ера у наших селах завершилася у лютому 1959 року черговою реорганізацією — було створено Княжицький відділок радгоспу «Кожухівський» Васильківського району[джерело?].
У 1962 році в селі Княжичі створено центральну садибу овочево-молочного радгоспу «Жорнівський». Збудовано 4 двоповерхових будинки, двоповерховий гуртожиток, адмінбудівлю, дитсадок, магазин, їдальню, котельню, майстерню для ремонту машин і тракторів, цех для засолки овочів. У 1965 році Княжичі та Жорнівка перейшли з Васильківського до Києво-Святошинського району. У 1967 році прокладено шосейну дорогу до міста Боярка, по якій було відкрито перший автобусний маршрут до села Жорнівка. У 1974 році після завершення будівництва нового залізобетонного мосту через річку Ірпінь між селами Княжичі та Жорнівка автобусний маршрут був продовжений до села Княжичі. Цього ж року збудовано 16-тиквартирний двоповерховий будинок та будинок тваринника. Природний газ в оселях жителів Княжич з'явився чи не в найперших серед сільських населених пунктів Київської області — у 1967 році[джерело?].
У 1975 році радгосп «Жорнівський» як відділення приєднано до радгоспу «Музичанський». Це був не найкращий період в історії сіл, оскільки все будувалося у центральній садибі, якою було село Музичі[джерело?].
У 1989 році — чергова реорганізація: на основі сіл Княжичі та Жорнівка створено новий радгосп «Княжицький». Господарство піднімалося, побудовано два 12-квартирних будинки. У лютому 1997 року радгосп «Княжицький» реорганізовано в КСП «Княжичі», а серпні загальні збори пайовиків ухвалили рішення про розпаювання земель. У липні 2000 року створено ТОВ «Агрофірма Княжичі», а в грудні розпочато розпаювання майна цілісного майнового комплексу, який завершено у 2005 році. У 2006 році ТОВ «Агрофірма Княжичі» присвоєно статус «Племінний завод з розведення великої рогатої худоби української чорно-рябої молочної породи». Приватний власник залучив значні інвестиції. Власник агрофірми Максим Олександрович Мазурко, депутат Київської обласної ради, не стоїть осторонь від інтересів громади[джерело?].